# Protaetia neonata
Protaetia neonata är en skalbaggsart som beskrevs av Ivan Löbl 2006. Protaetia neonata ingår i släktet Protaetia och familjen Cetoniidae. Inga underarter finns listade i Catalogue of Life.